# The Colony (Texas)
Pour les articles homonymes, voir Colony.
La ville de The Colony est située dans le comté de Denton, dans l’État du Texas, aux États-Unis. Sa population s’élevait à 36 328 habitants lors du recensement de 2010, estimée à 42 408 habitants en 2016.

## Source
- (en) Cet article est partiellement ou en totalité issu de l’article de Wikipédia en anglais intitulé « The Colony, Texas » (voir la liste des auteurs).